# Димитрий Велбъждски
Димитрий Велбъждски (края на ХІІ век – началото на ХІІІ век) е български духовник, епископ на Велбъжд. Заема епископския пост след епископите Анастасий Велбъждски и Епифаний Велбъждски.
Димитрий Велбъждки е споменат в Бориловия синодик, съставен по решение на църковния събор през 1211 г. – като митрополит на Велбъжд „при благочествия цар Асен под властта на Търновската патриаршия“.